# Yeşilköy, Söke
Yeşilköy là một xã thuộc huyện Söke, tỉnh Aydın, Thổ Nhĩ Kỳ. Dân số thời điểm năm 2010 là 343 người.